# Tilurium
Tilurium è stato un insediamento fortificato degli Illiri in Dalmazia. 
Fu fortezza legionaria nel I secolo subito dopo la fine della rivolta dalmato-pannonica del 6-9. Qui risiedettero infatti le legioni VII Claudia e XI Claudia.

## Storia
I Romani, memori della recente fatica per riportare l'intera area sotto il loro dominio (vedi rivolta dalmato-pannonica del 6-9), decisero di lasciare a guardia della nuova provincia di Dalmazia due legioni (la Legio XI a Burnum e la VII a Tilurium) anche come "riserva strategica" a ridosso del limes danubiano, oltre a fondare numerose colonie.
Al tempo dell'Imperatore romano Antonino Pio, poi di Caracalla, fino almeno a Filippo l'Arabo il castellum ausiliario ospitò l'unità cohors VIII voluntariorum Philippiana.